# Update
Update – piąty album Anouk wydany 6 stycznia 2004 roku.

## Lista utworów
1. „Who Cares (Acoustic Version)”
2. „Everything (Acoustic Version)”
3. „Too Long (Acoustic Version)”
4. „Searching (Acoustic Version)”
5. „Stop Thinking (Acoustic Version)”
6. „Wait And See (Acoustic Version)”
7. „Margarita Chum (Acoustic Version)”
8. „It Wasn't Me (Live At Oosterpoort)”
9. „Losing My Religion (Live At Oosterpoort)”
10. „Michel (Live At Pinkpop)”
11. „Between These Walls (Acoustic Version)”
12. „Hail (Live Denk Aan Henk)”
13. „Searching (Live Denk Aan Henk)”